# 並木道

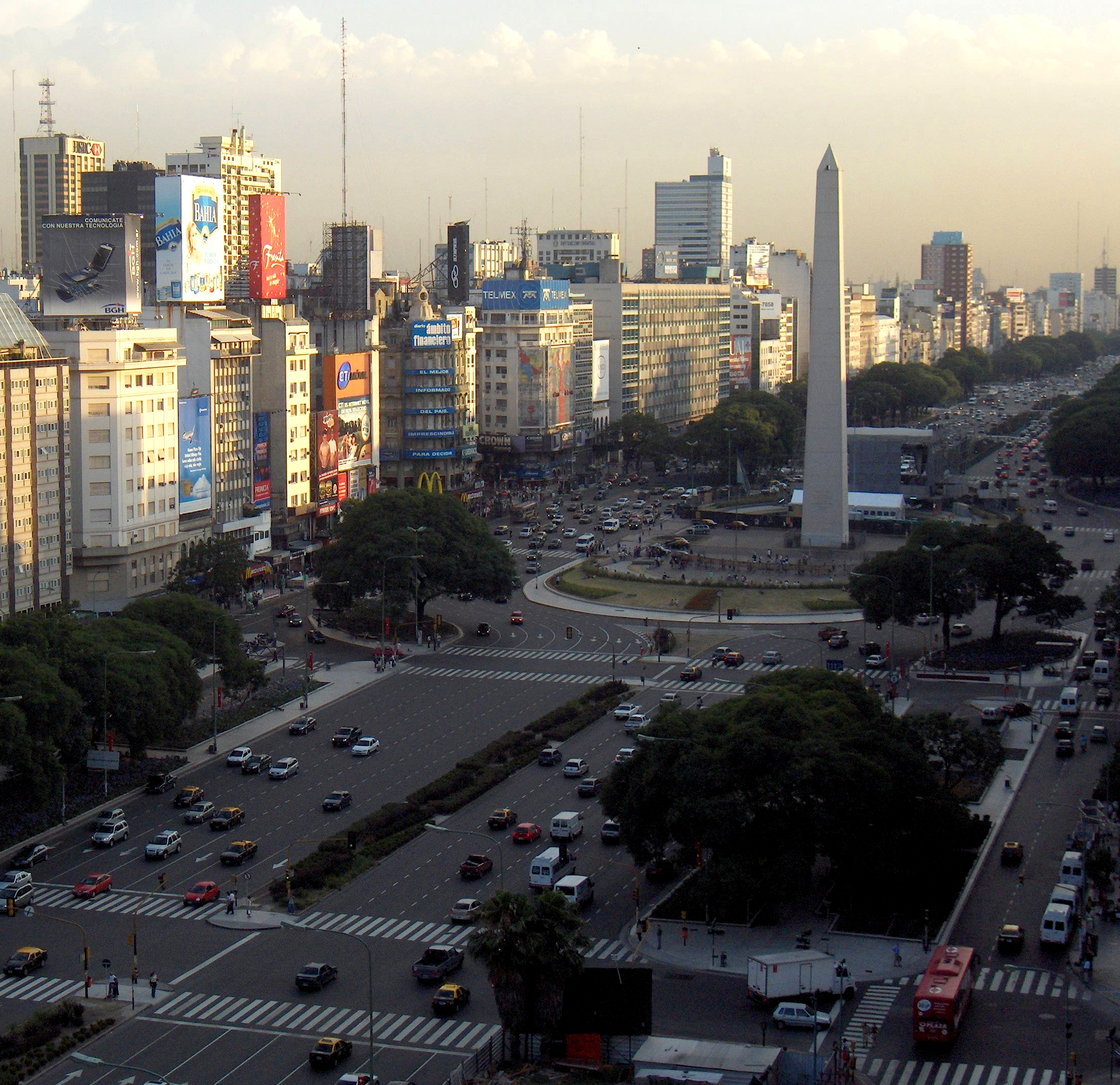
ブエノスアイレス・7月9日大通り

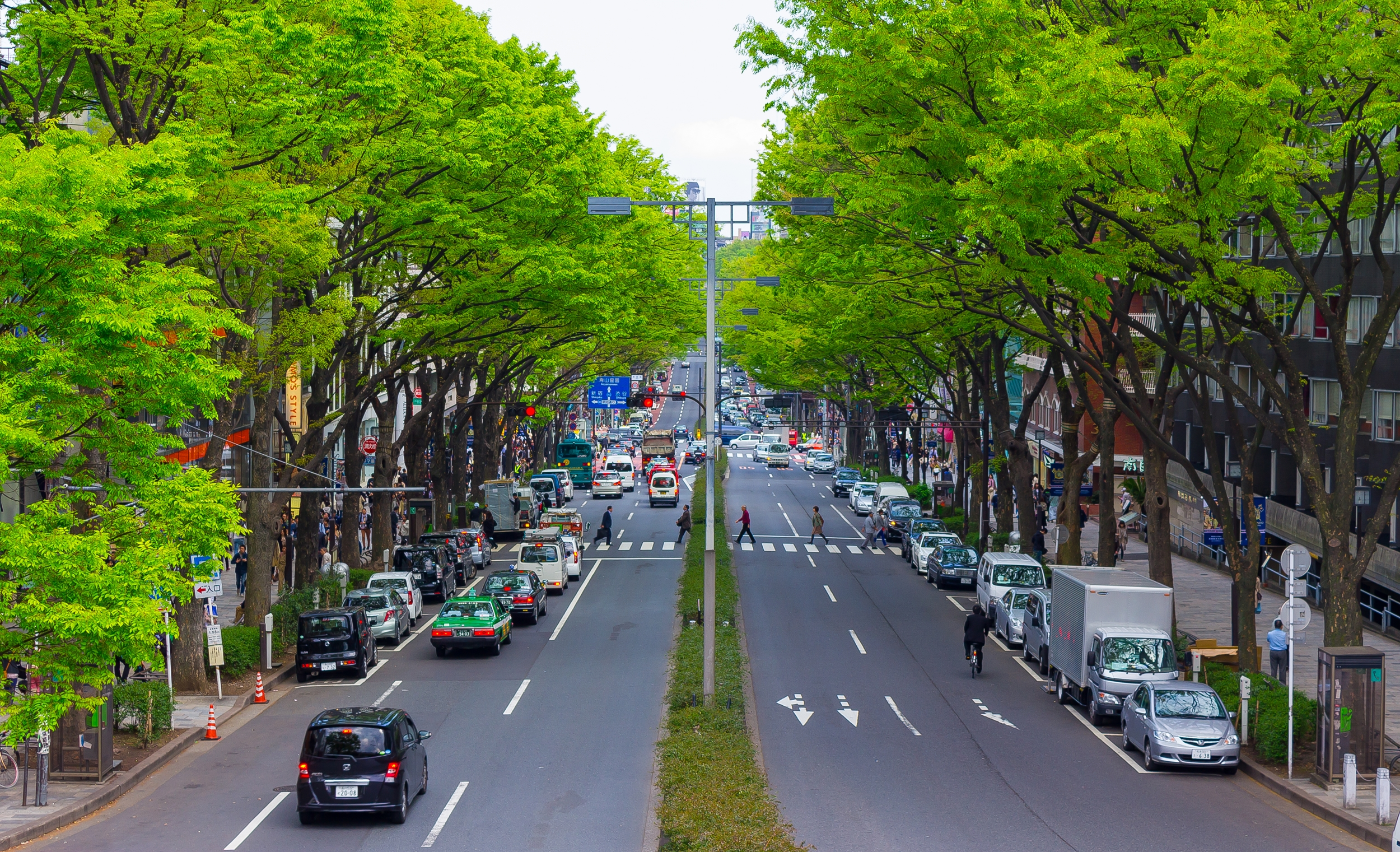
東京・表参道

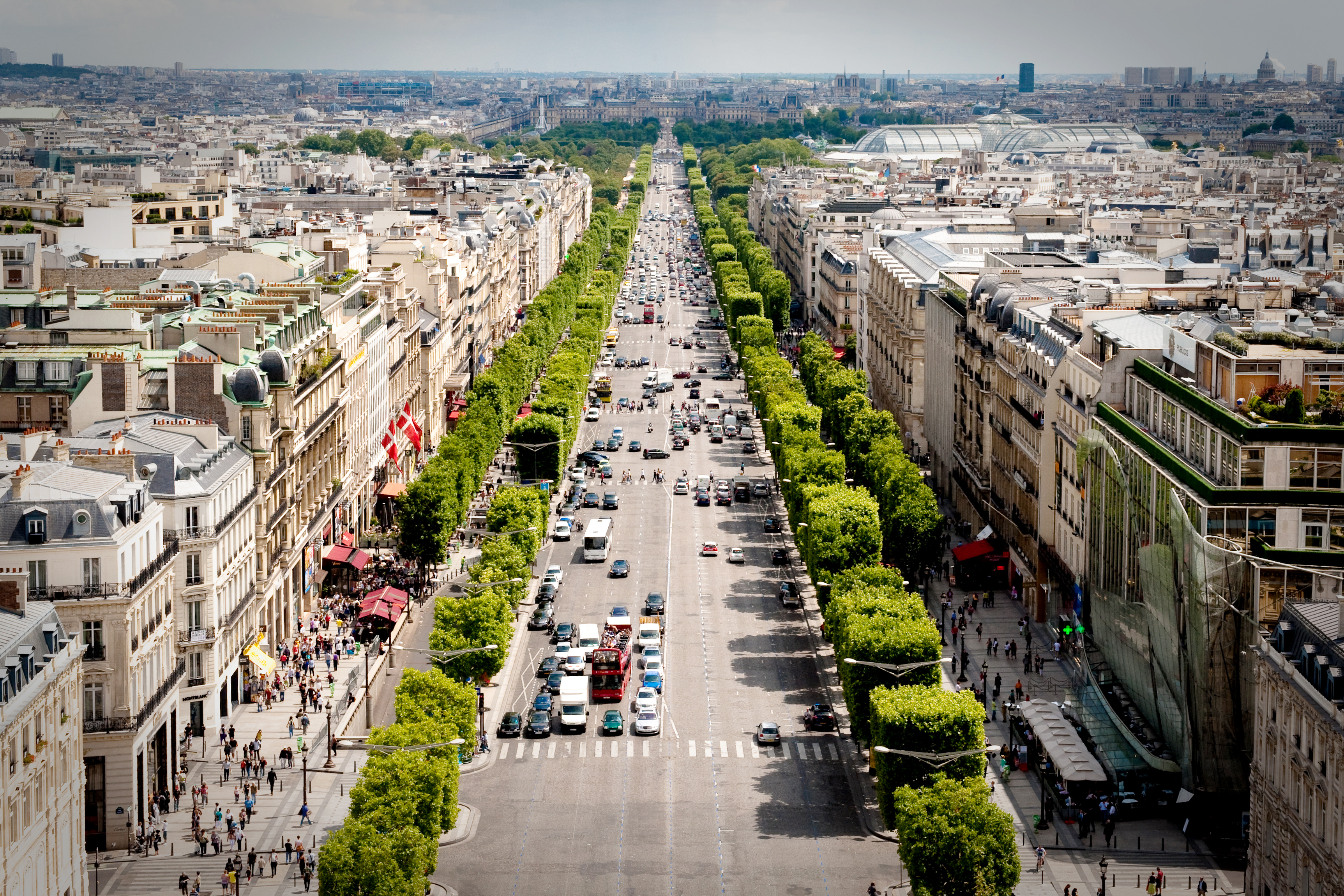
パリ・シャンゼリゼ通り

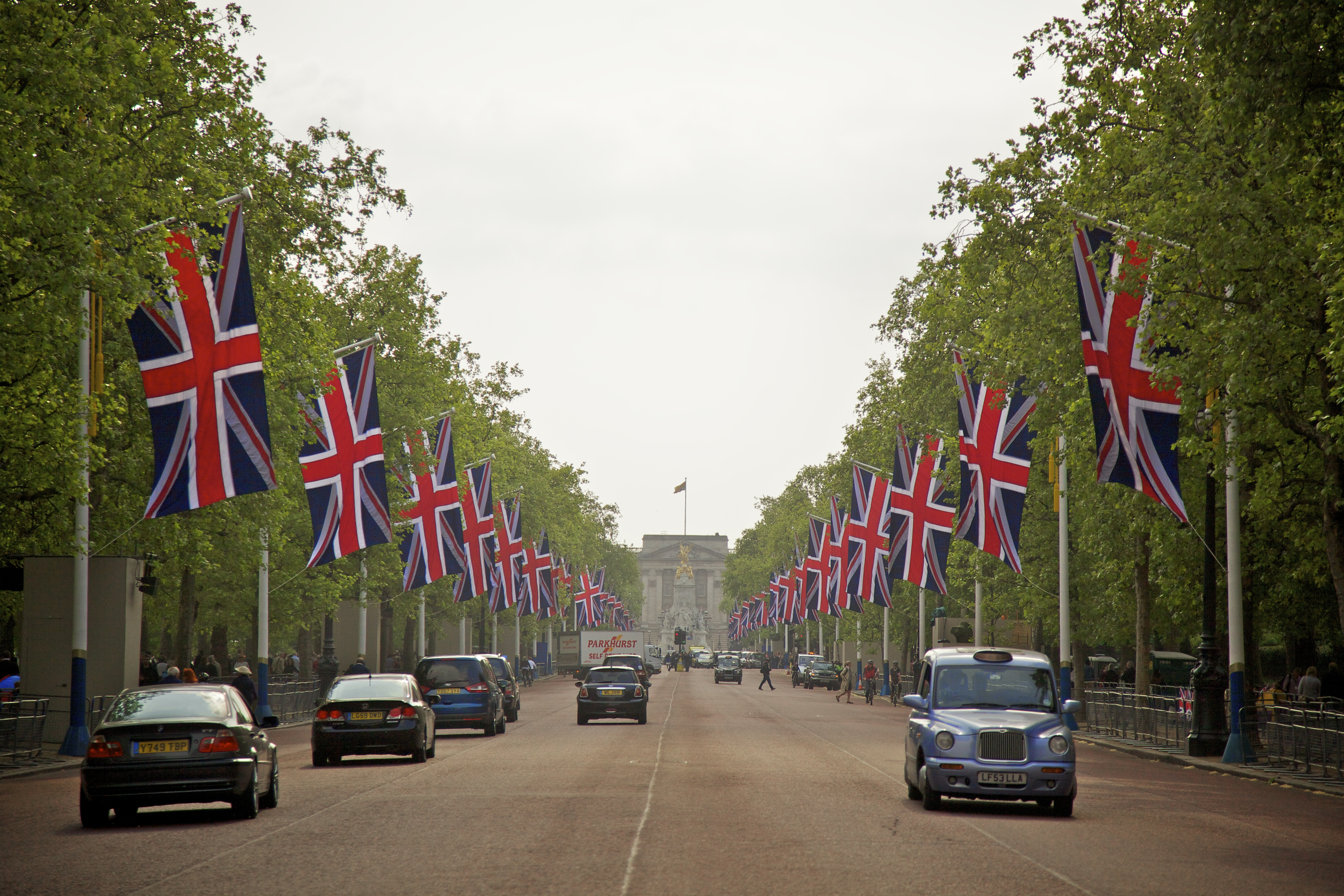
ロンドン・ザ・マル

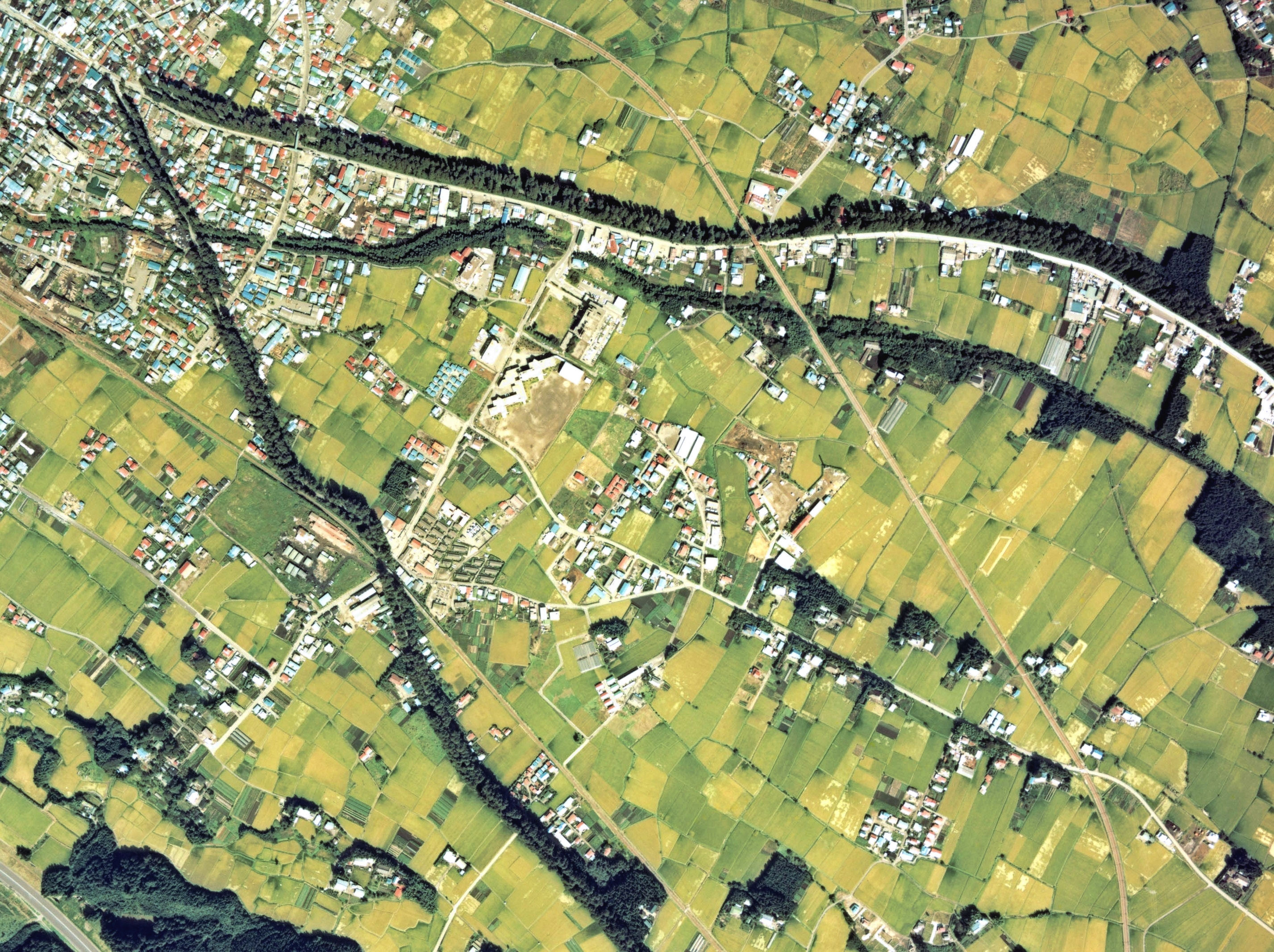
日光杉並木の空中写真（1976年撮影）
画像左上の今市市街地から右（東）方向へ伸びるのが日光街道、右下（南東）方向へ伸びるのが日光例幣使街道。

並木道（なみきみち、allee、avenue）は、道路や小道（の両端）に木々が道に沿って植えられたものである。通常、高木が並んでいるものについていう。
並んでいる立木（高木）を並木（なみき）という。並木は、道以外の河川などに沿って、あるいは単に列に並んでいる木もいう。街路に沿って植えられた木は街路樹（市街並木）、地方のものを並木（地方並木）として区別する場合もあるが、日本では一般に、街路に並んでいる木（街路樹）を並木ともいう。
植えられた植栽の樹種により、松並木、杉並木、桜並木、ポプラ並木のほか、リンゴ並木、イチョウ並木、ソテツ並木など、様々な並木道がある。場所では、街路のほかに公園、墓地、学校（大学のキャンパスなど）、寺院・神社（参道）、城郭、屋敷の中などの並木道もある。
諸言語で、alleeという表現がよく用いられるが、これはフランス語のaller=「行く」から由来したものである。おそらく17世紀にフランス語から、英語、ドイツ語などに伝播していったものと推測される。
道路の名前に、そこに実際に木々が並木として植栽されているかどうかに係わらず、「並木道」（allee）という言葉がつけられていることもしばしばある。フランス語の他、特に英語では、alleeと同義語のavenue（アヴェニュー）が道路の名前としてつけられていることが多いが、これは必ずしも並木道を意味するものではない。

## 長所と欠点
並木道には次のような長所や欠点がいくつかある。

### 並木道の長所
- 木々により日差しが軽減される[2]。
- 風除けになる[2]。
- 霧や朝夕の薄暮の時間にも道筋が分りやすいし、また道を外れることがない。
- 植物の根が伸び広がることで、当初舗装されていなかった道も、しっかりとしたものになっていく。
- 車や交通の煩わしさを遮り、冬の備えともなる。
- 景観とその美観を好ましいものにする[2]。
- 環境の生態系を維持し、またその再生を促す。
- 木々に棲家をもち、虫を食べたりするような鳥類、猛禽類も含めて、害虫の駆除に役立つ。

### 並木道の欠点
- 突風や台風、異常気象で木々の枝や葉が落ちたり、倒木による被害。
- 車の交通量の多いところでは、ライトの無点燈、不注意な飛び出しなどによる交通事故も、並木のある道路では、視界が遮られることもあり、そうでない道路よりも死傷者の数が増えてしまうということもある。

### ナポレオンと並木道
ナポレオン・ボナパルトは、その並木道の長所を高く評価し、その軍を機動的に配備するために、全ヨーロッパに並木道を設けるようにと命じたと伝えられる。

## 歴史
日本の並木は、奈良時代に奈良・東大寺の普照法師によって植樹されたのが、最初の並木の記録とされる。普照は、天平5年（733年）に遣唐使に随行する留学僧として唐（中国）へ渡った20年間におよぶ在唐中に、長安 - 洛陽を結ぶ両京道路に果樹を植えるように詔勅が出されている。唐での修行を終えて日本に戻った普照は、大和朝廷に調物などを運ぶために、絶えず重い荷物を背負って歩く百姓たちの姿に見かねて、夏の日射を避け、通行人の飢えと渇きを潤す役割を持たせるために果樹を並木として植えて役立てるよう奏上し、普照の願いを受け入れた朝廷は天平宝字3年（759年）6月22日の太政官符の公布のなかで、畿内七道諸国の駅路の両辺に果樹の並木を植えることを命じている。
平安時代の法令集である『延喜式』の雑則の中にも、諸国の駅路の辺に果樹を植えること規定しており、駅路の側には果樹が植えられていたとみられている。戦国時代は並木の整備はほとんど進まなかったが、織田信長は街道に並木を植えさせ、この時期に並木道の整備が行われるようになった。江戸時代には、江戸幕府は五街道などの主要な街道の整備を行い、並木が植えられるようになった。
明治時代になると、街道の並木は次々と伐採され、その多くが失われてしまったが、現代では、再び並木が見直されるようになり、街路樹の植樹が盛んに行われるようになった。現在の並木は、かつてのように通行人に木陰を提供するために植えられるものから、街路の美観向上や環境に配慮したものへと、その役割や性格は変化している。
※ 「街路樹#歴史」も参照

## 有名な並木道
- 東京都の表参道
- 大阪市の御堂筋
- 日光街道（世界最長の並木道としてギネスブックに登録）
- ロンドンのザ・マル
- パリのシャンゼリゼ通り
- ベルリンのウンター・デン・リンデン
- ドイツ並木街道
- ウィーン中央墓地の並木道 - 映画『第三の男』のラストシーンに登場

### 江戸幕府と並木道

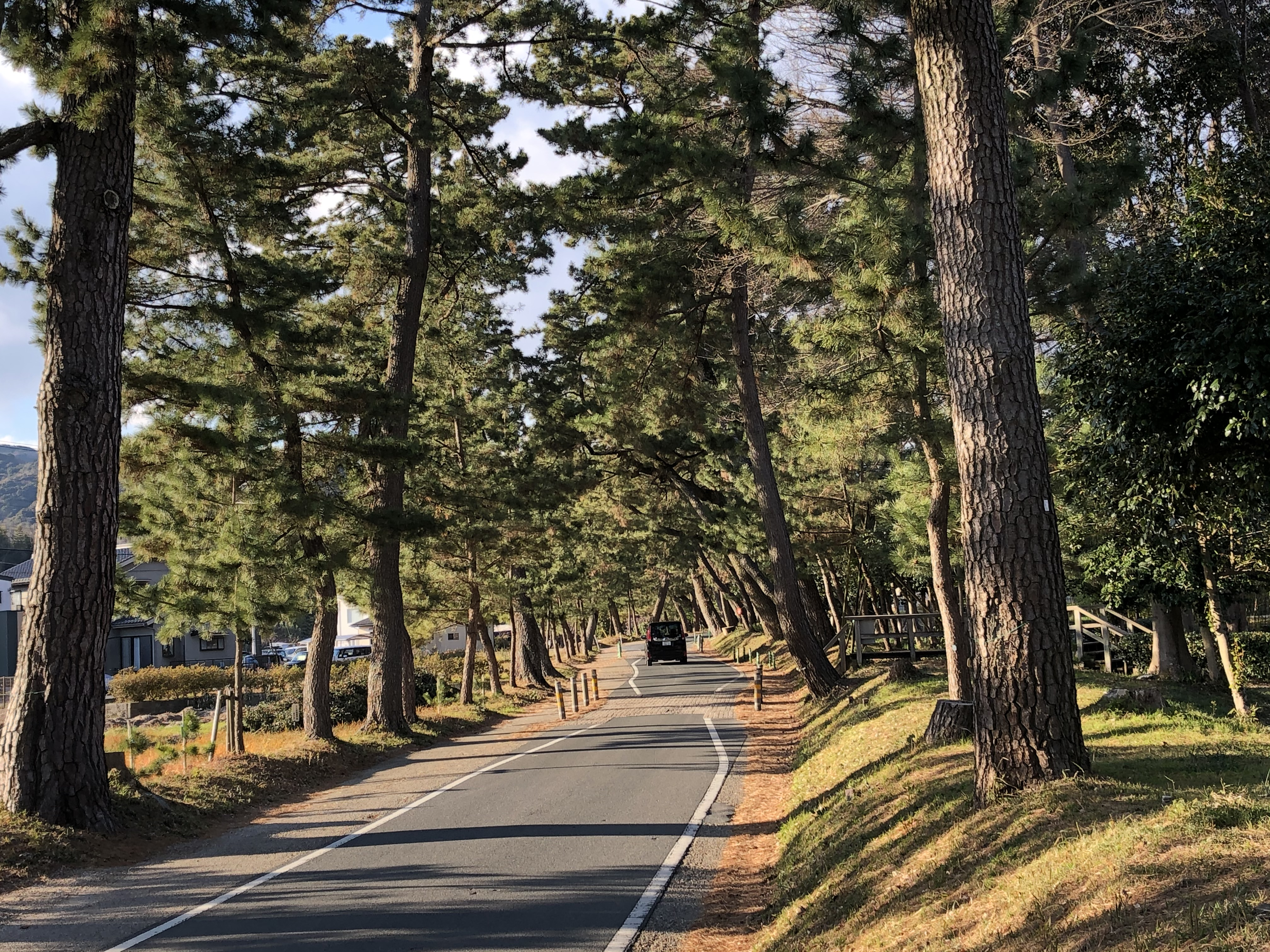
御油の松並木

日本では上述の日光街道以外にも東海道などに、江戸幕府や諸藩が整備した例があり、当時から浮世絵に描かれるなど街のシンボルとして存在し、現存しているものは今日は観光地化している。愛知県豊川市御油町付近に残る御油の松並木はその一例である。また、読売新聞社選定の新・日本街路樹100景（1994年）は、北海道から沖縄までの歴史・文化的価値を有し、手入れの行き届いた景観に優れる100箇所の並木道を選定している。